# Erwin Schmidt (Pianist)

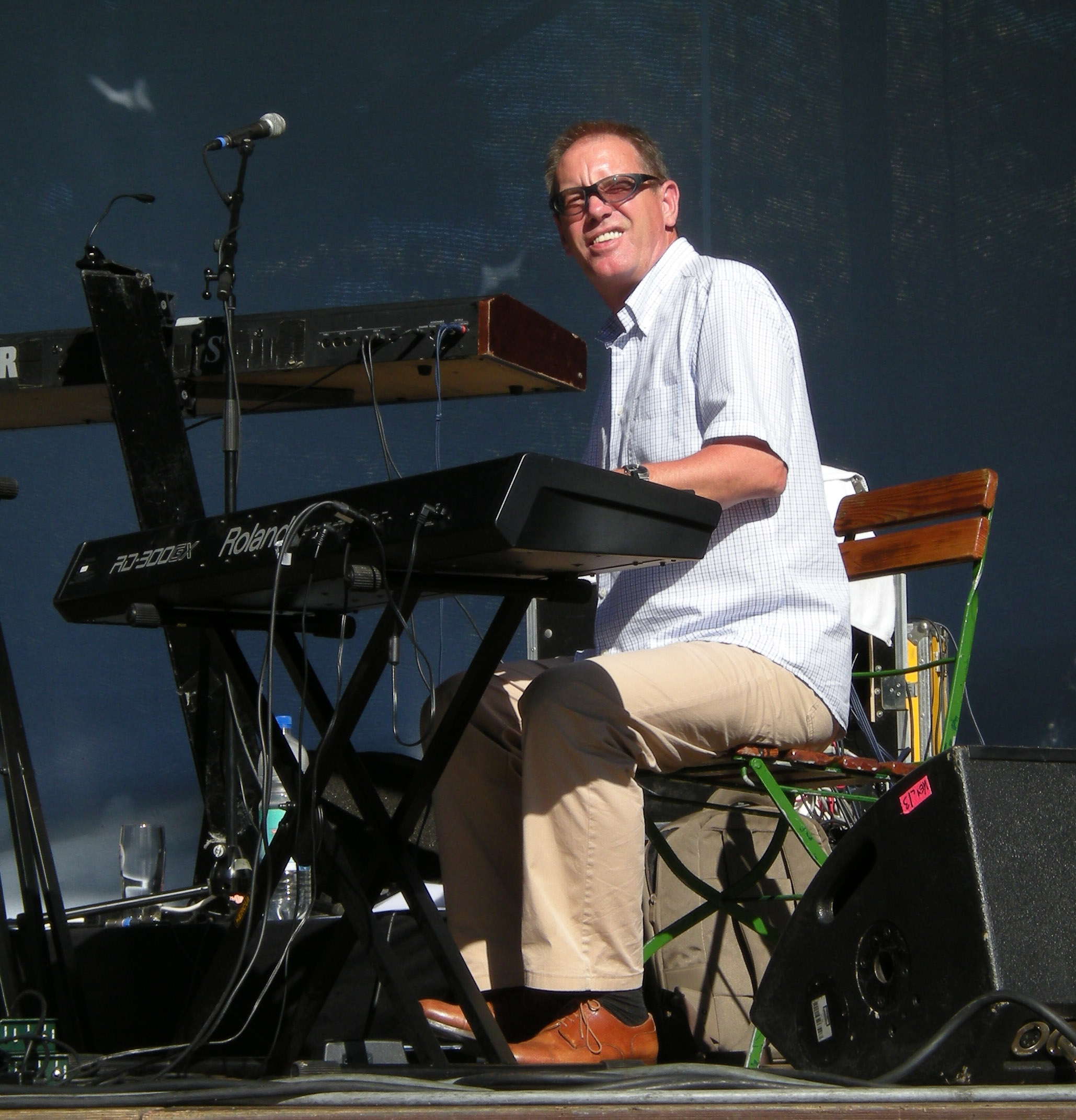
Erwin Schmidt auf dem Wiener Alles Wasser-Fest 2010

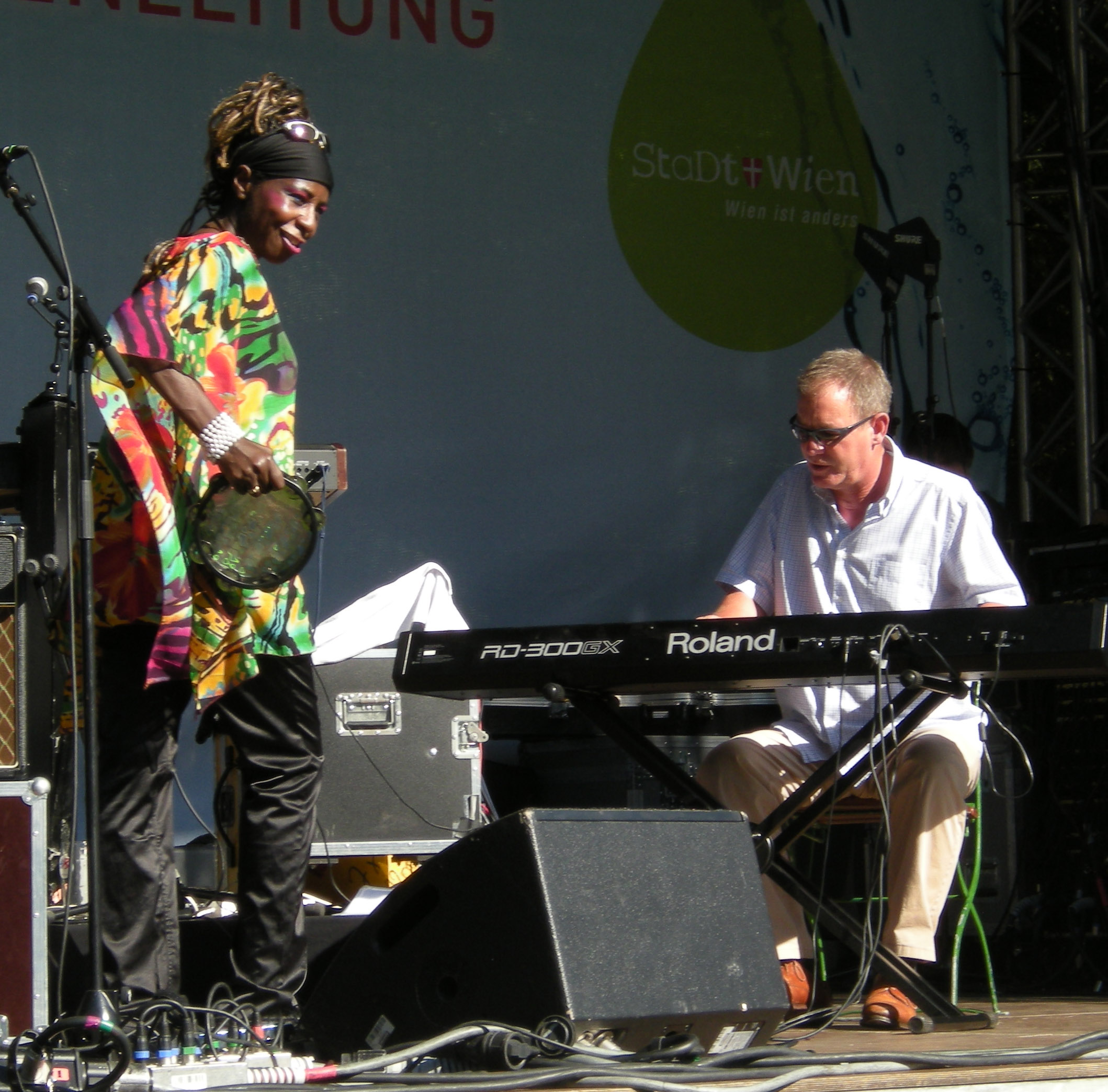
Erwin Schmidt mit Jenny Bell auf dem Wiener Alles Wasser-Fest 2010

Erwin Schmidt (* 24. Jänner 1955 in Wien) ist ein österreichischer Jazzmusiker (Piano, Orgel).

## Leben und Wirken
Schmidt hatte eine klassische Klavierausbildung und erwarb den Diplomabschluss an der Jazzabteilung des Konservatoriums der Stadt Wien bei Fritz Pauer. Er trat auf verschiedenen Jazzfestivals in Europa und in Österreich wie beim Jazzfest Wien (mit Kevin Mahogany und Ray Charles), dem Jazzherbst Salzburg und Jazz over Villach auf. Ab den frühen 1990er-Jahren entstanden Aufnahmen u. a. mit Christian Havel, Elly Wright, Ingrid Maria Wagner, Carole Alston, Heinz von Hermann, Joris Dudli und Hans Salomon. Um 2001 spielte er sein Debütalbum Dorothy’s Valentine im Trio mit Joschi Schneeberger (Bass) und Walther Großrubatscher (Schlagzeug) ein. Im Bereich des Jazz war er zwischen 1993 und 2014 an 26 Aufnahmesessions beteiligt. Schmidt unterrichtet an der Universität für Musik und darstellende Kunst Wien und an der Albrechtsberger Musikschule in Klosterneuburg; außerdem wirkte er als musikalischer Leiter bei zahlreichen Theaterproduktionen sowie Fernseh- und Rundfunkaufnahmen mit.

## Diskografische Hinweise
- Vienna String Quartet: Tempus Fugit (Jive Music, 1998), mit Hans Salomon, Joschi Weinrich, Christian Havel, Joschi Schneeberger
- Jazz Piano Austria Vol. I (Austro Mechana, Kompilation, 2012), Erwin Schmidt mit Milan Nikolic, Vladimir Kostadinovic[7]
- Dorothy’s Valentine (Jive Music, 2001) JM-2036-2, mit Joschi Schneeberger und Walther Großrubatscher
- Movin’ (2005)